# MV Clansman
Le MV Clansman est un ferry de la compagnie Caledonian MacBrayne qui opère depuis Oban sur la côte Ouest de l'Écosse. 

## Histoire
Le Clansman actuel est le cinquième navire de la flotte Caledonian MacBrayne à porter ce nom. Lancé le 27 mars 1998 par les chantiers Appledore Shipbuilders (Devon), celui-ci est entré en service 4 mois plus tard. Le Clansman est le second plus grand navire de la flotte et il permet de transporter 638 passagers. Son sister-ship, le MV Hebrides, fut construit en 2000.

## Caractéristiques
Une cafétéria et un salon d'observation se trouvent à l'avant du navire, tandis que l'arrière est équipé d'une série de salons, boutiques et d'un bar.
Le pont des voitures est doté d'une mezzanine mobile permettant de transporter 10 voitures supplémentaires, portant ainsi la capacité du navire à 90 voitures.

## Service

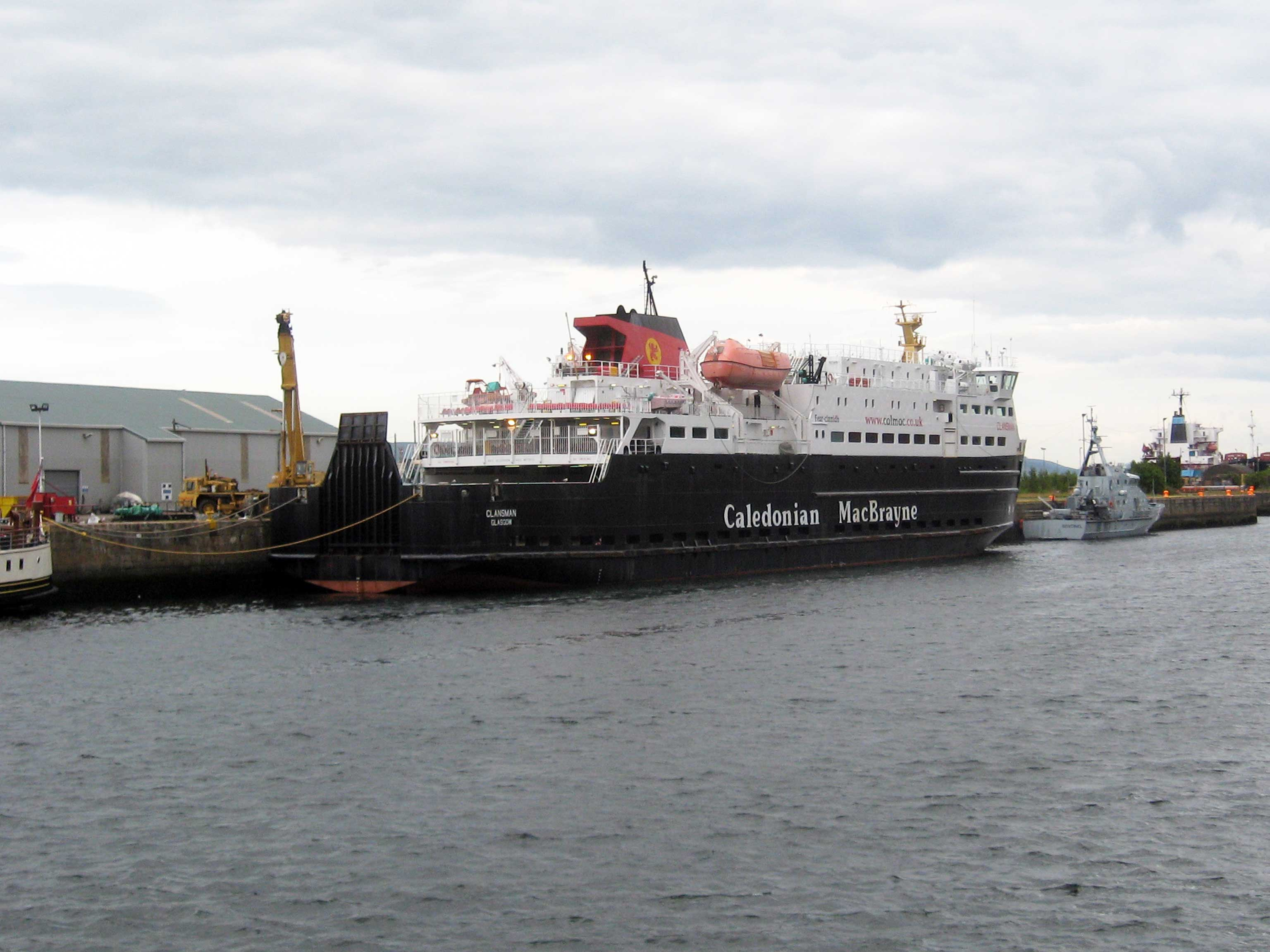
Le MV Clansman en réparation à Watt Dock, Greenock, le 13 juillet 2010.

Le Clansman a été conçu pour les routes Oban - Castlebay/Lochboisdale et Oban - Coll/Tiree remplaçant ainsi le MV Lord of the Isles. Mesurant 99 mètres, celui-ci est le plus long navire capable de naviguer en sécurité entre les nombreux chenaux sur sa route. Il est cependant trop grand pour desservir le port de Tobermory sur l'île de Mull qui a donc été supprimé de la route Oban - Coll/Tiree lors de son introduction.
Chaque hiver depuis sa mise en service, le Clansman a relevé les plus grosses unités de la flotte Caledonian MacBrayne lors de leur entretien annuel, desservant ainsi les îles de Lewis, Skye, Mull et Arran.
Une panne survenue le 17 juin 2010 oblige la compagnie à retirer le navire du service pendant 6 semaines. Aucun navire de remplacement n'est trouvé par la compagnie, et il faut attendre la fin de l'été pour que le Clansman reprenne son service. Assurant de nombreuses liaisons supplémentaires pour couvrir le festival de musique de Barra, le navire tombe à nouveau en panne à la fin du mois d'août. Bien que la réparation ait été réalisée rapidement, cet événement causa davantage de désagréments en pleine haute saison.